# A Floricultura da Nana
A Floricultura da Nana é um programa de TV infanto-juvenil brasileiro exibido no Brasil na TVE Brasil e no Playhouse Disney no Disney Channel Brasil. A série conta a história de Nana, uma jovem doce e meiga dona de uma floricultura que sempre tem tempo para sua amiga Larissa e seus amigos Samuel e a touperinha Sabido. A série ganhou o prêmio brasileiro de Melhor Programa Infanto Juvenil Matinal.

## Elenco
- Itauana Ciribelli como Nana/Natália
- Larissa Murai como Lala/Larissa
- Rodrigo Frampton todos personagens, e apresentador do Disney Planet.
- Javier Cancino na voz de Sabido